# Alain Guillerm
Pour les articles homonymes, voir Guillerm.
Alain Guillerm, né à Paris le 9 avril 1944 et mort le 25 juin 2005 dans la même ville, est un historien français.

## Biographie
Très engagé dans le débat politique à partir de la période précédant mai 68, il avait milité à l'extrême gauche et était un partisan de la socialiste révolutionnaire Rosa Luxemburg. Il avait été militant de Socialisme ou barbarie, puis a défendu une orientation luxemburgiste au sein du PSU. Plus tard, il rejoint l'Union démocratique bretonne (UDB) et devient membre du bureau politique. Habitant Paris, il finit par adhérer chez Les Verts. Il participe alors à la commission « Région - fédéralisme - minorités nationales » dans laquelle il agit pour une convergence UDB-Les Verts.
Élève de Fernand Braudel qui avait dirigé sa thèse de doctorat intitulée La Pierre et le vent, fortifications et marines en Occident, il était devenu un de ses collaborateurs jusqu'à sa mort. Chercheur au laboratoire d'histoire maritime du CNRS, il avait publié de nombreux livres dont plusieurs « Que sais-je ? ». Alain Guillerm avait aussi dirigé deux campagnes d'exploration sous-marine en baie de Quiberon à la recherche de vestiges de navires vénètes coulés par Jules César. Il était membre de l'Institut culturel de Bretagne (section relations internationales).

## Publications
- Le Luxemburgisme aujourd'hui, Rosa Luxemburg et les conseils ouvriers. (éditions Spartacus, 1970
- L'Autogestion (Seghers, 1975, 286 p.) avec Yvon Bourdet
- Clefs pour l'autogestion, Seghers, 1975, 1977
- L'autogestion généralisée, Paris, C. Bourgois, 1979 (ISBN 9782267001211)
- La pierre et le vent : fortifications et marine en Occident, Paris, Arthaud, 1985 (réimpr. 1994) (1re éd. 1981) (ISBN 9782700304626)
- Le défi celtique, Paris, Jean Picollec, 1986 (ISBN 9782864770749 et 2864770741)
- une étude sur Nantes Saint-Nazaire, la Bretagne et la mer (1991) en collaboration avec son épouse.
- La Renaissance celtique (Terre de brume, 1992
- La Marine dans l'antiquité, 1995
- Le Luxemburgisme aujourd'hui, Rosa Luxemburg, la grève de masse et les grèves de décembre 1995, éditions La Digitale, 1996
- La Marine à vapeur 1800-1920, 1996
- La Marine de guerre moderne, 1915-2015, 1996
- La Marine à voile, 1997
- La rame et la voile, 1997
- Étude sur les stratégies comparées de la Chine et des États-Unis : Le maître de la mer et le maître de la terre, 2002
- Rosa Luxemburg : la rose rouge, Paris, Jean Picollec, 2002 (ISBN 9782864771913)